# Agriphila poliellus
Agriphila poliellus là một loài bướm đêm trong họ Crambidae.